# Kristiine Kalev
Kristiine Kalev (12 juni 1999) is een Estisch langebaanschaatsster. 
Kalev begon op dertienjarige leeftijd met inline-skaten, en stapte een jaar later over naar het ijs. Omdat er in Estland geen schaatsbaan is, ging ze op zestienjarige leeftijd naar Wit-Rusland om daar te gaan trainen.
In 2021 start Kalev op de Europese kampioenschappen schaatsen 2021 en eindigde als voorlaastste.

## Persoonlijke records[4]
| Afstand    | Tijd    | Datum            | Baan           |
| ---------- | ------- | ---------------- | -------------- |
| 500 meter  | 41,20   | 21 oktober 2021  | Salt Lake City |
| 1000 meter | 1.20,71 | 23 oktober 2021  | Salt Lake City |
| 1500 meter | 2.04,83 | 21 november 2020 | Inzell         |
| 3000 meter | 4.26,45 | 21 oktober 2021  | Salt Lake City |

### Resultaten
| Jaar | EK Allround             |
| ---- | ----------------------- |
| 2021 | NC19 (19e, 20e, 19e, -) |

(#, #, #, #) = afstandspositie op allroundtoernooi (500m, 3000m, 1500m, 5000m).
NC19 = niet gekwalificeerd voor de laatste afstand, maar wel als 19e geklasseerd in de eindrangschikking